# División de Honor de Bolo Palma 2010
La División de Honor de Bolo Palma 2010 fue una temporada de la máxima categoría del bolo palma en España.

## Clasificación
| Pos | Equipo                        | J  | G  | E  | P  | CF | CC | Pts |
| --- | ----------------------------- | -- | -- | -- | -- | -- | -- | --- |
| 1º  | Puertas Roper                 | 26 | 18 | 7  | 1  | 94 | 39 | 61  |
| 2º  | Hnos. Borbolla Villa de Noja  | 26 | 18 | 1  | 7  | 81 | 46 | 55  |
| 3º  | Casa Sampedro                 | 26 | 13 | 8  | 5  | 83 | 56 | 47  |
| 4º  | Pontejos Nereo Hermanos       | 26 | 11 | 11 | 4  | 81 | 60 | 44  |
| 5º  | Torrelavega Siec              | 26 | 12 | 6  | 8  | 75 | 66 | 42  |
| 6º  | La Carmencita-Ventanas Arsán  | 26 | 9  | 6  | 11 | 61 | 78 | 33  |
| 7º  | Oruña-Pecusa                  | 26 | 9  | 5  | 12 | 69 | 72 | 32  |
| 8º  | Renedo Saint Gobain J.Vela    | 26 | 9  | 5  | 12 | 67 | 74 | 32  |
| 9º  | Velo-Salgar                   | 26 | 7  | 9  | 10 | 67 | 72 | 30  |
| 10º | Riotuerto-Hotel Villa Pasiega | 26 | 6  | 10 | 10 | 63 | 74 | 28  |
| 11º | La Rasilla                    | 26 | 6  | 8  | 12 | 60 | 80 | 26  |
| 12º | Manuel Mora-Grupo Quiter      | 26 | 6  | 8  | 12 | 60 | 78 | 26  |
| 13º | Nautilus-Comulisa             | 26 | 5  | 7  | 14 | 52 | 85 | 22  |
| 14° | PB Quijano                    | 26 | 3  | 9  | 14 | 55 | 88 | 18  |

- Datos: Q67307692